# Onchidoris
Onchidoris (Blainville, 1816) è un genere di molluschi nudibranchi della famiglia Onchidorididae.

## Tassonomia
Il genere comprende le seguenti specie:
- Onchidoris aureopuncta (A.E. Verrill, 1901)
- Onchidoris bilamellata (Linnaeus, 1767)
- Onchidoris derjugini (Volodchenko, 1941)
- Onchidoris diademata (Gould, 1870)
- Onchidoris evincta (Millen, 2006)
- Onchidoris expectata Martynov & Korshunova, 2017
- Onchidoris grisea (Gould, 1870)
- Onchidoris hystricina (Bergh, 1878)
- Onchidoris lactea (A.E. Verrill, 1900)
- Onchidoris macropompa Martynov, Korshunova, Sanamyan & Sanamyan, 2009
- Onchidoris miniata (A.E. Verrill, 1901)
- Onchidoris muricata (O.F. Müller, 1776)
- Onchidoris olivacea (A.E. Verrill, 1900)
- Onchidoris perlucea Ortea & Moro, 2014
- Onchidoris quadrimaculata (A. E. Verrill, 1900)
- Onchidoris tenella (Gould, 1870)

### Sinonimi
Le seguenti specie, in passato attribuite a questo genere, sono ora inquadrate diversamente:
- Onchidoris albonigra (Pruvot-Fol, 1951) = Knoutsodonta albonigra (Pruvot-Fol, 1951)
- Onchidoris bouvieri (Vayssière, 1919) = Knoutsodonta bouvieri (Vayssière, 1919)
- Onchidoris brasiliensis Alvim, Padula & Pimenta, 2011 = Knoutsodonta brasiliensis (Alvim, Padula & Pimenta, 2011)
- Onchidoris cervinoi Ortea & Urgorri, 1979 = Knoutsodonta cervinoi (Ortea & Urgorri, 1979)
- Onchidoris depressa (Alder & Hancock, 1842) = Knoutsodonta depressa (Alder & Hancock, 1842)
- Onchidoris inconspicua (Alder & Hancock, 1851) = Knoutsodonta inconspicua (Alder & Hancock, 1851)
- Onchidoris loveni (Alder & Hancock, 1862) = Adalaria loveni (Alder & Hancock, 1862)
- Onchidoris luteocincta (M. Sars, 1870) = Diaphorodoris luteocincta (M. Sars, 1870)
- Onchidoris maugeansis (Burn, 1958) = Knoutsodonta maugeansis (Burn, 1958)
- Onchidoris neapolitana (Delle Chiaje, 1841) = Knoutsodonta neapolitana (Delle Chiaje, 1841)
- Onchidoris oblonga (Alder & Hancock, 1845) = Knoutsodonta oblonga (Alder & Hancock, 1845)
- Onchidoris olgae (Martynov, Korshunova, Sanamyan & Sanamyan, 2009) = Adalaria olgae Martynov, Korshunova, Sanamyan & Sanamyan, 2009
- Onchidoris proxima (Alder & Hancock, 1854) = Adalaria proxima (Alder & Hancock, 1854)
- Onchidoris pusilla (Alder & Hancock, 1845) = Knoutsodonta pusilla (Alder & Hancock, 1845)
- Onchidoris reticulata Ortea, 1979 = Knoutsodonta reticulata (Ortea, 1979)
- Onchidoris slavi (Martynov, Korshunova, Sanamyan & Sanamyan, 2009) = Adalaria slavi Martynov, Korshunova, Sanamyan & Sanamyan, 2009
- Onchidoris sparsa (Alder & Hancock, 1846) = Knoutsodonta sparsa (Alder & Hancock, 1846)
- Onchidoris tridactila Ortea & Ballesteros, 1982 = Knoutsodonta tridactila (Ortea & Ballesteros, 1982)
- Onchidoris tschuktschica (Krause, 1885) = Adalaria tschuktschica Krause, 1885
- Onchidoris tuberculatus Hutton, 1873 = Doris wellingtonensis Abraham, 1877

Esiste un'altra specie, considerata nomen dubium, Villiersia scutigera (Orbigny, 1837), che apparteneva al genere Villiersia ora considerato sinonimo del genere Onchidoris